# Croix de métier de Fontiès-d'Aude
La croix de métier de Fontiès-d'Aude est une croix située à Fontiès-d'Aude, en France.

## Localisation
La croix est située sur la commune de Fontiès-d'Aude, dans le département français de l'Aude.

## Historique
L'édifice est inscrit au titre des monuments historiques en 1948.